# Chi Sẻ đồng
Chi Sẻ đồng (danh pháp khoa học: Emberiza) là một chi chim Cựu Thế giới trong họ Emberizidae, bộ Passeriformes. Chi này bao gồm 45 loài. Chúng là các loài chim ăn hạt có mỏ hình nón phình to.

## Hình ảnh

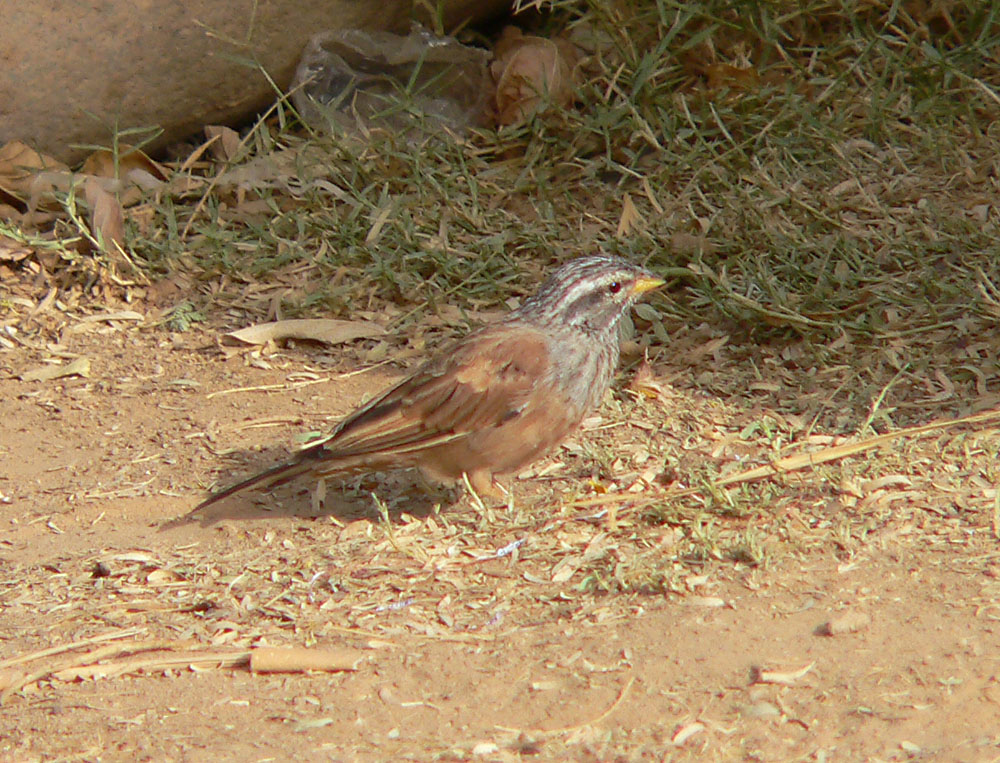
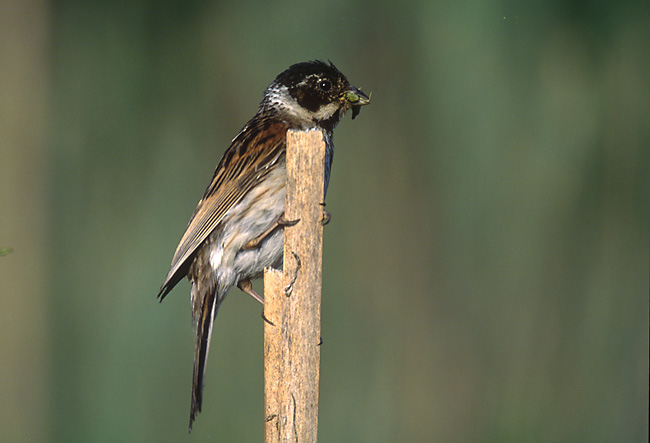
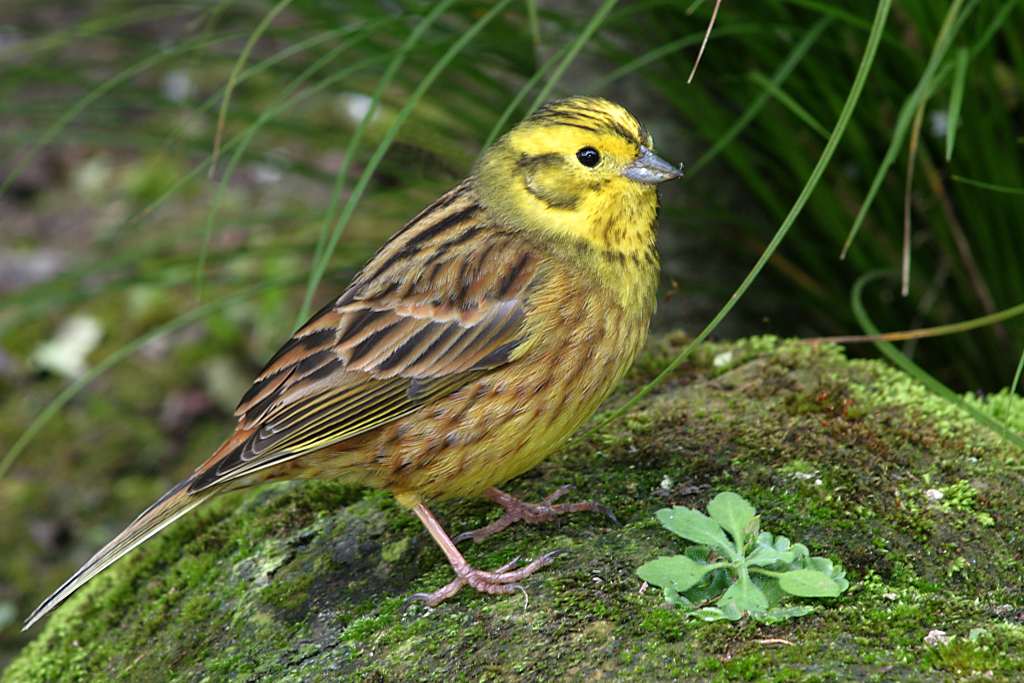
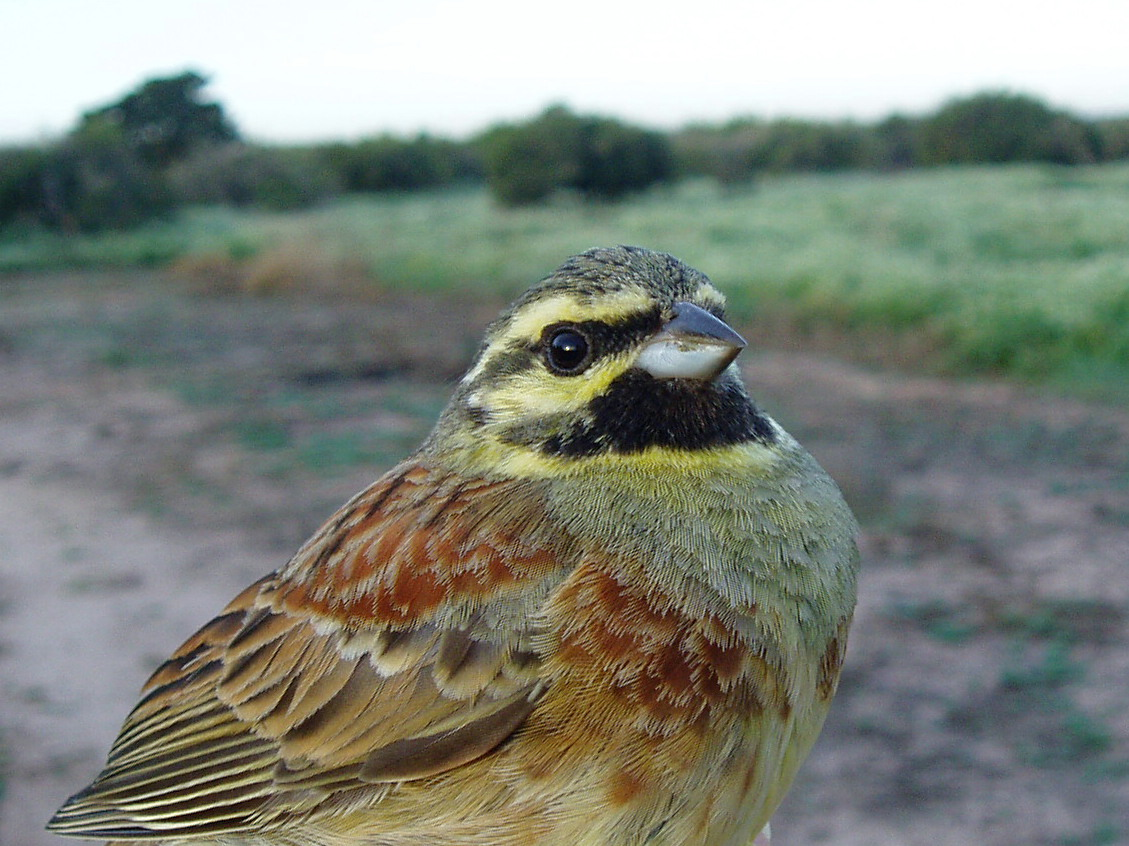
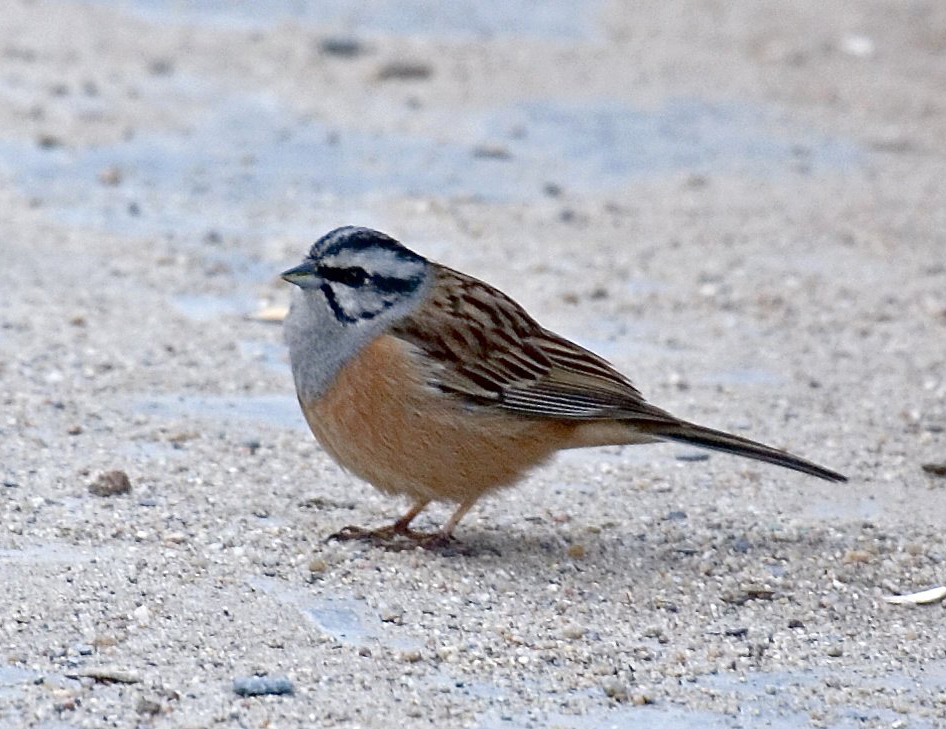
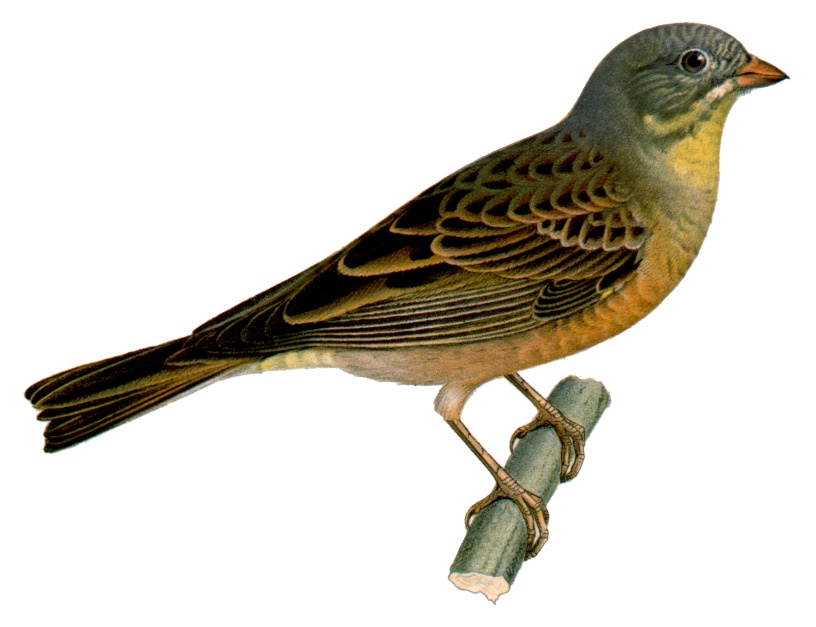
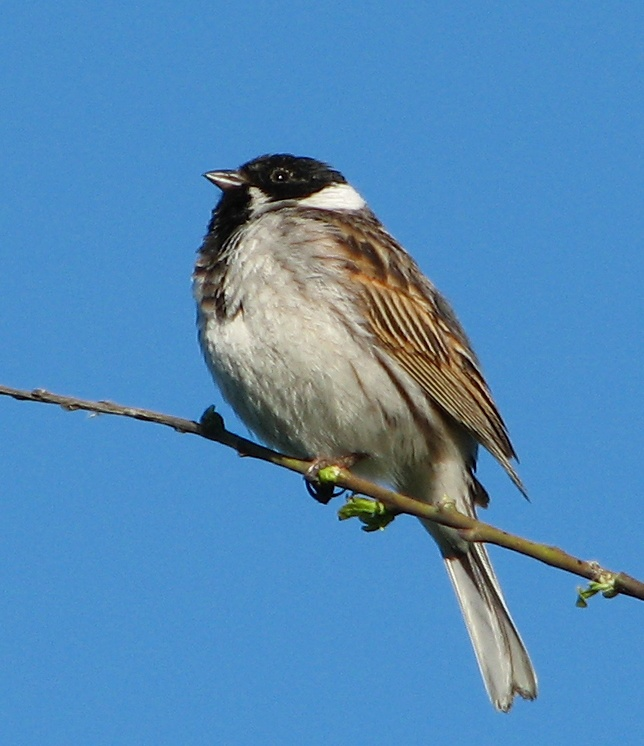
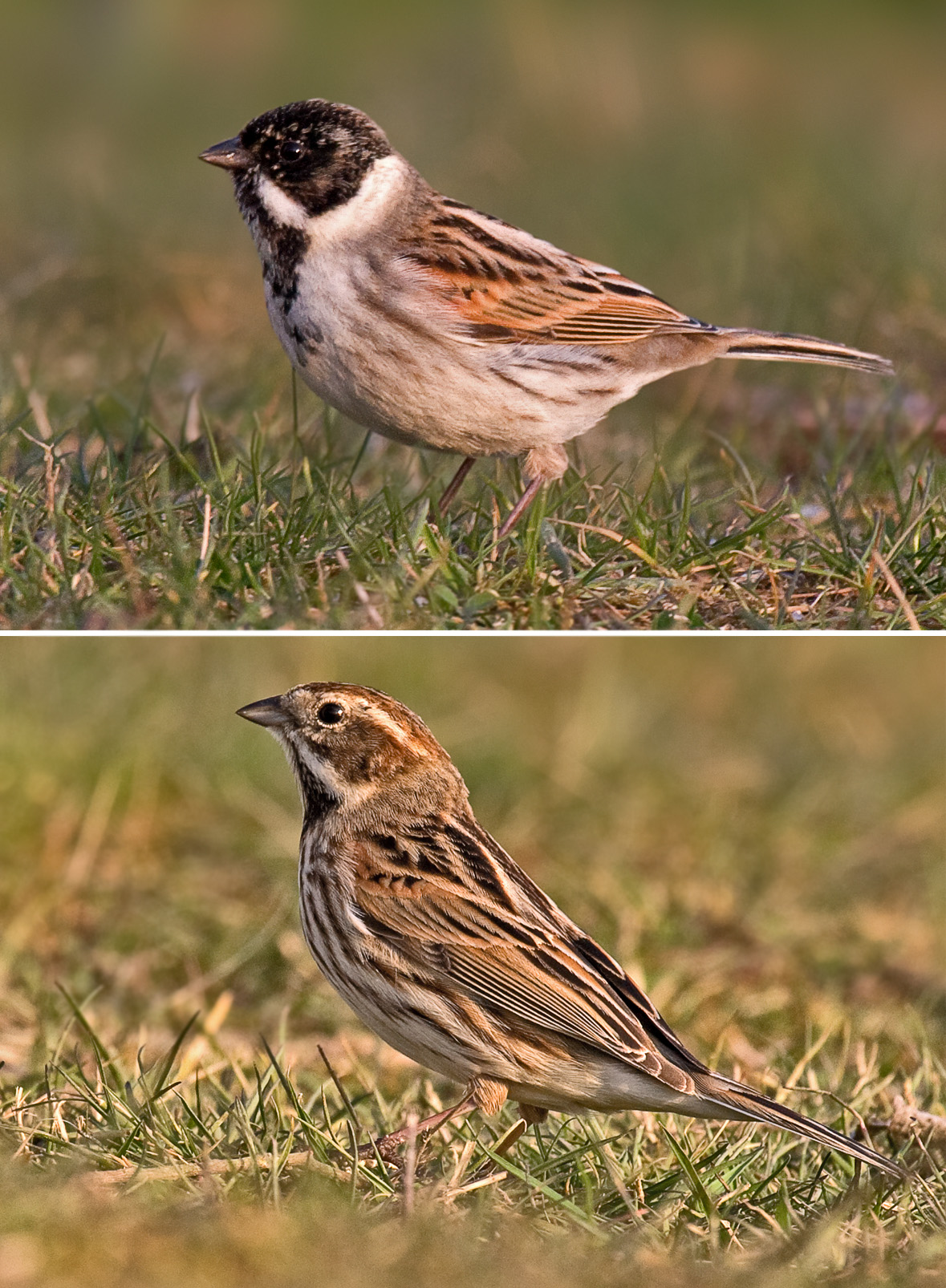

## Các loài
- Emberiza affinis
- Emberiza alcoveri
- Emberiza aureola
- Emberiza bruniceps
- Emberiza buchanani
- Emberiza cabanisi
- Emberiza caesia
- Emberiza calandra
- Emberiza capensis
- Emberiza chrysophrys
- Emberiza cia
- Emberiza cineracea
- Emberiza cioides
- Emberiza cirlus
- Emberiza citrinella
- Emberiza elegans
- Emberiza flaviventris
- Emberiza fucata
- Emberiza godlewskii
- Emberiza hortulana
- Emberiza impetuani
- Emberiza jankowskii
- Emberiza koslowi
- Emberiza lathami
- Emberiza leucocephalos
- Emberiza melanocephala
- Emberiza pallasi
- Emberiza poliopleura
- Emberiza pusilla
- Emberiza rustica
- Emberiza rutila
- Emberiza sahari
- Emberiza schoeniclus
- Emberiza siemsseni
- Emberiza socotrana
- Emberiza spodocephala
- Emberiza stewarti
- Emberiza striolata
- Emberiza sulphurata
- Emberiza tahapisi
- Emberiza tristrami
- Emberiza variabilis
- Emberiza vincenti
- Emberiza yessoensis